# Verrucadithella
Genre
Verrucadithella est un genre de pseudoscorpions de la famille des Tridenchthoniidae.

## Distribution
Les espèces de ce genre se rencontrent en Afrique de l'Est et en Afrique centrale.

## Liste des espèces
Selon Pseudoscorpions of the World (version 3.0) :
- Verrucadithella dilatimana (Redikorzev, 1924)
- Verrucadithella jeanneli Beier, 1935
- Verrucadithella sulcatimana Beier, 1944

## Publication originale
- Beier, 1931 : Zur Kenntnis der Chthoniiden (Pseudoskorpione). Zoologischer Anzeiger, vol. 93, p. 49-56.